# Zacky Vengeance

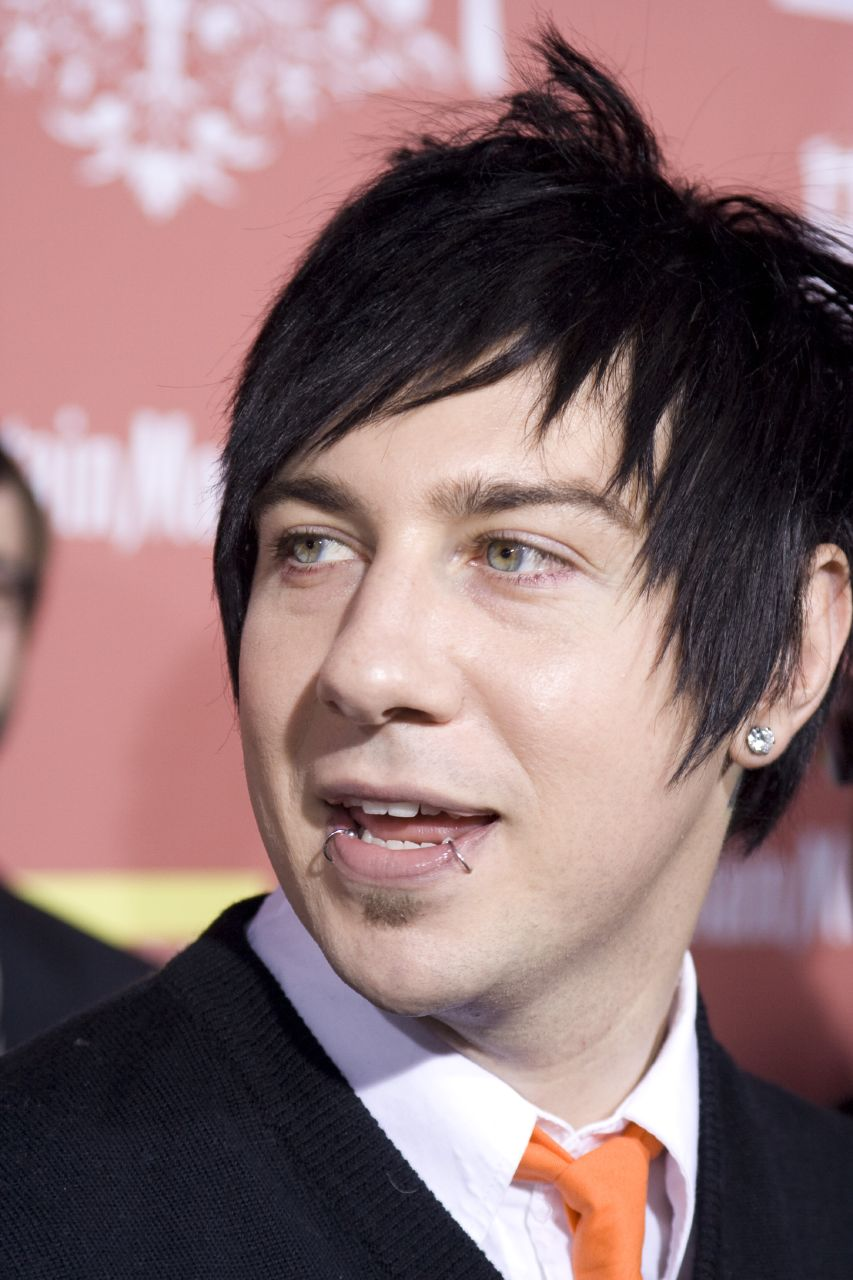
Zacky Vengeance (2007)

Zacky Vengeance, född som Zachary James Baker 11 december 1981 i Huntington Beach, Kalifornien, är en vänsterhänt kompgitarrist och bakgrundssångare i amerikanska metal-bandet Avenged Sevenfold. Han har tidigare spelat i punkbandet "MPA" (Mad Porn Action). Han gick även på Huntington High med resten av sina bandmedlemmar förutom Johnny Christ (Jonathan Lewis Seward).